# Habib Thiam
Habib Thiam (Dakar, 21 gennaio 1933 – 26 giugno 2017) è stato un politico senegalese.
È stato Primo ministro del Senegal dal gennaio 1981 all'aprile 1983 e nuovamente dall'aprile 1991 al luglio 1998.
Dal 1983 al 1984 è stato Presidente dell'Assemblea nazionale.